# Mt. Helium
Mt. Helium, prije poznat pod imenom The Apex Theory je američki rock sastav iz Los Angelesa.

## Biografija sastava
Sastav The Apex Theory su 1999. osnovali armensko-američki glazbenici Ontronik Khachaturian (bivši bubnjar System of a Downa), Art Karamian i David Hakopyan. Sastavu se kasnije priključio i bubnjar Sammy J. Watson. Svoj prvi EP, nazvan Extendemo objavili su 2000. godine. Iduće godine potpisuju ugovor s DreamWorks Recordsom, te počinju nastupati na turnejama.
Svoj debitantski studijski album Topsy-Turvy, objavljuju 2. travnja 2002. Album se nalazio na 6. mjestu top liste Billboard Heatseekers, te na 157. top liste Billboard 200. Samo mjesec dana nakon objavljivanja albuma, Khachaturian napušta sastav, a novi pjevač postaje dotadašnji gitarist Art Karamian. Nakon promjene imena u Mt. Helium, svoj drugi studijski album Faces, objavljuju 3. lipnja 2008.

## Članovi sastava

### Trenutačna postava
- Art Karamian — gitara, vokal
- David Hakopyan — bas-gitara
- Sammy J. Watson — bubnjevi

### Bivši članovi
- Ontronik Khachaturian — vokal (1999. – 2002.)

## Diskografija
- 2002.: Topsy-Turvy
- 2008.: Faces